# Gogó

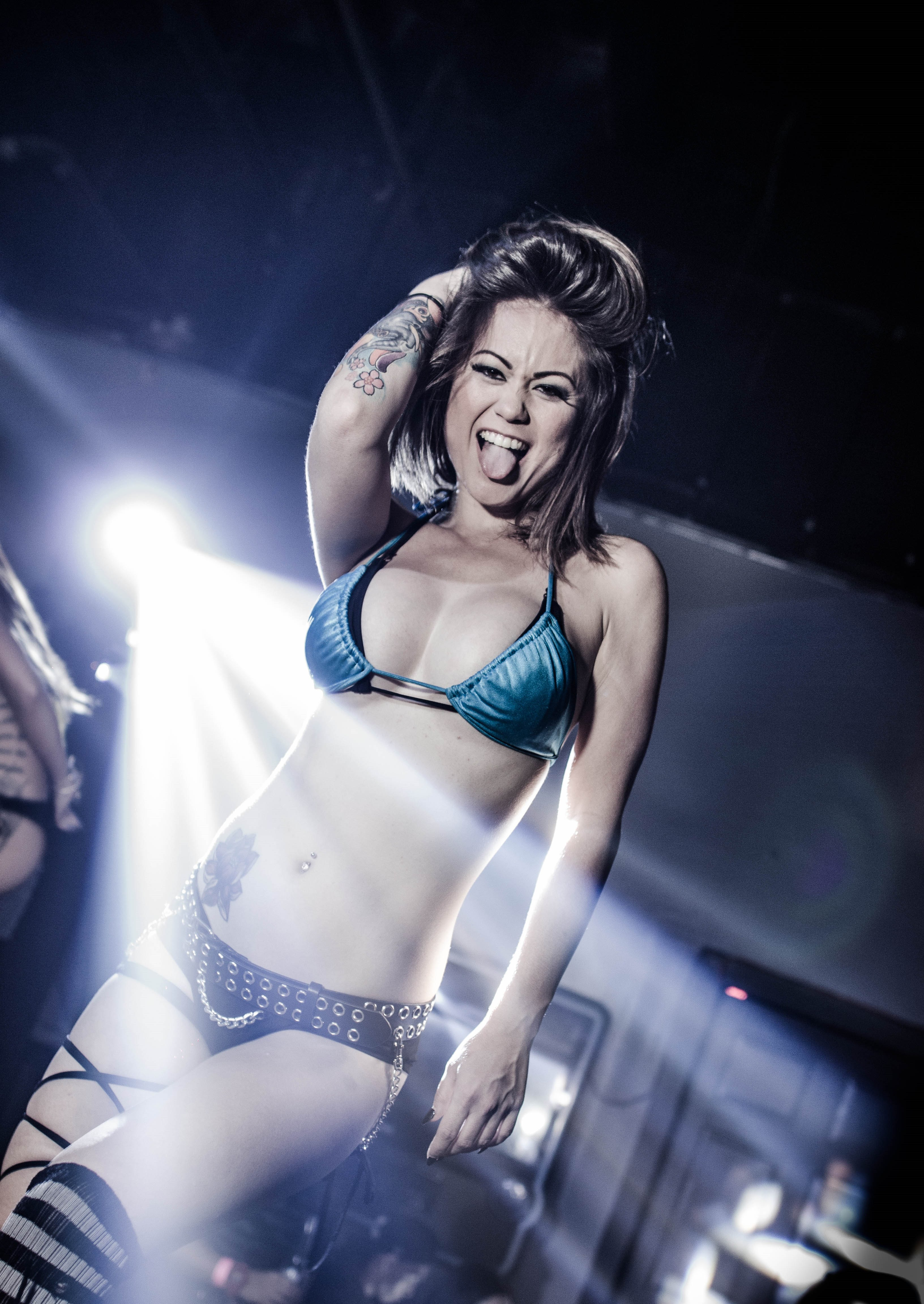
La bailarina gogó Cherry Lei.

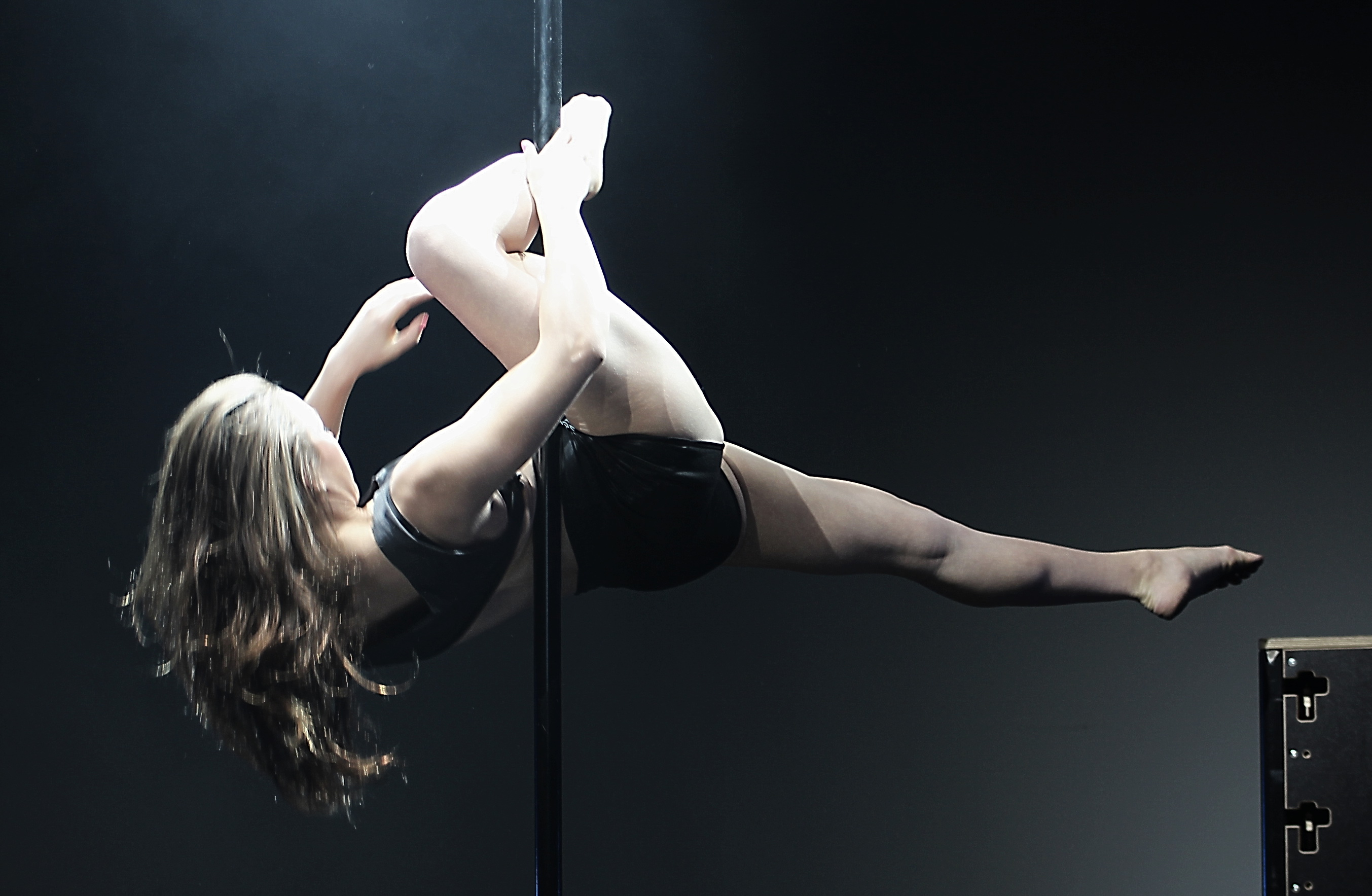
Una bailarina gogó en el evento por el 5.° aniversario de BMW Welt.

Los bailarines gogó son artistas del espectáculo nocturno que se encargan de entretener al público en las discotecas y centros nocturnos. El baile go-go se originó a principios de la década de 1960, cuando un grupo de mujeres comenzó a bailar twist en las mesas del Peppermint Lounge, una de las discotecas más famosas de Nueva York.

## Etimología
El término go-go (adaptado al español como gogó) deriva de la frase en inglés go-go-go, utilizada para referirse a una actitud energética y emocionante. El término también deriva de la expresión en francés À gogo, que podría traducirse como "en abundancia". Se le llama go-go girl, bailarina á go-go o chica gogó a una bailarina femenina, mientras que los bailarines masculinos son conocidos como go-go boys o chicos gogó.

## Historia

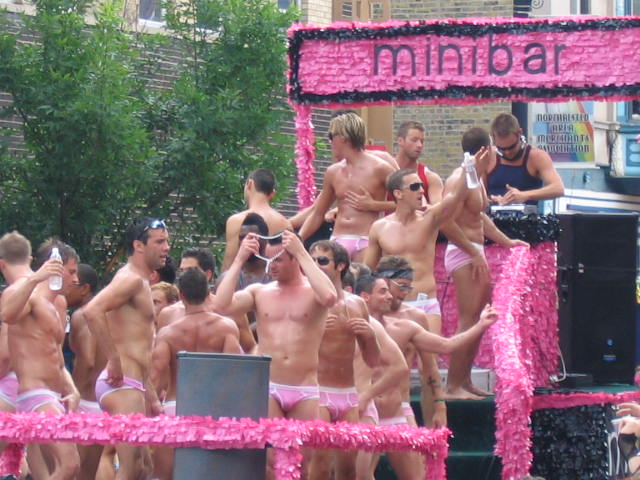
Go-go boys en Chicago Gay Pride Parade.

A mediados de la década de los 60 el rock and roll, un estilo rítmico y agitado surgido en los Estados Unidos, se había convertido en un fenómeno de la juventud. El género musical trajo consigo un estilo de ropa considerado impúdico, peinados y maquillaje poco convencionales y un estilo de baile conocido como twist.

### Baile de la jaula
El gogó se populariza y se vuelve ampliamente reconocido entre los años en los que se establecía como espectáculo de centros nocturnos como el Whisky a Go Go en West Hollywood, lugar donde unos años después también se haría popular el cage dancing (gogó en jaulas). El cage dancing, también conocido como el "baile de la jaula" es ampliamente identificado con bailarines dentro de jaulas.

### Baile en el tubo
Es muy frecuente entre latinos referirse a este tipo de danza como Bailar en el tubo por la presencia de una o más barras verticales en el escenario, tal vez como remedo de lo que antes fuera el barrote de una jaula.

### Baile de mesa
El gogó es adoptado como número en los espectáculos presentados en establecimientos como cabarets y casas de burlesque. En el periodo de la guerra de Vietnam el gogó se vuelve un entretenimiento popular entre las tropas armadas de Estados Unidos en combate que asistían a bares en Vietnam, en los que el espectáculo estaba disponible y el elenco de danza del lugar bailaba sobre las mesas; tal conducta era apodada por los servicios militares como table dance.

### Elenco masculino
Muchos clubes gay tiene un elenco masculino de gogós. El gogó en centros gay se origina en la década de los 60, pero toma gran popularidad hasta la década de los 70, perdurando hasta la actualidad.

## Características
El baile es elemento importante en los escenarios para fines recreativos. Es muy amplio y variado el abanico de posibilidades conforme tradiciones, características de los artistas y el público, horarios, características físicas del sitio como amplitud, tipo de escenario, ubicación, etc, de modo que no es posible suponerlos a todos iguales a partir de haber visitado par de ellos.
Es frecuente la danza en la que las bailarinas ejecutan danzas en ropa ajustada al cuerpo, ya sea específicas o playeras, del mismo modo que podemos ver en la TV, en un desfile de carnaval y en cualquier otra escenografía.

### Polémica
Existen criterios encontrados de aprobación y desaprobación respecto al sitio y sus artistas. Ya sea por la manifestación del baile erótico en unos sitios como por la ausencia total en otros. 
Los detractores acérrimos afirman que es sitio de potencial prostitución en tanto que los defensores aseguran que es un empleo digno como las bailarinas del cuerpo de baile de la TV. Prostituirse o no es una decisión personal.  
En numerosos países hay escuelas de baile. En unos nombrados directamente así: GoGo y en otros como Escuela de Artes Escénicas que incluye teatro y canto cuyo primer escalón de empleo normalmente son  Cabarets, Restaurantes, animación, etc. En internet hay canales para el aprendizaje de danza para espacios. 